# 大町 (長野県)
大町（おおまち）は長野県北安曇郡にあった町。現在の大町市中心地区・大町地区にあたる。

## 地理
- 山：霊松寺山、鷹狩山
- 河川：高瀬川

## 歴史
- 1875年（明治8年）2月18日 - 筑摩県安曇郡大町村・高根新田村が合併して大町村となる。
- 1876年（明治9年）8月21日 - 大町村が長野県の所属となる。
- 1879年（明治12年）1月4日 - 郡区町村編制法の施行により、大町村が北安曇郡の所属となる。
- 1882年（明治15年）3月20日 - 大町村が「大町」に改称する。
- 1889年（明治22年）
  - 4月1日 - 町村制の施行により、大町として町制施行。
- 1954年（昭和29年）7月1日 - 平村・常盤村・社村と合併して大町市が発足。同日大町廃止。

## 交通

### 鉄道路線
- 日本国有鉄道
  - 大糸線
    - 南大町駅 - 信濃大町駅

現在は旧町域に北大町駅が所在するが、当時は未開業。

### 道路
- 国道147号
- 国道148号

## 出身著名人
- 曽根原弘（台中市尹）